# Autographa agualaniata
Autographa agualaniata là một loài bướm đêm trong họ Noctuidae.